# Villa Niscemi
(Fulco di Verdura)
Villa Niscemi ai Colli è una villa di Palermo, situata nella Piana dei Colli, a nord della città, confinante con il Parco della Favorita.

## Storia
La villa è stata la residenza principale per almeno tre secoli della famiglia Valguarnera di Niscemi.
Nella villa passò la sua infanzia Fulco di Verdura, celebre artista e gioielliere del XX secolo, figlio di Carolina di Valguarnera.
Nel 1987, le discendenti della casata (anche se per ordine di età, l'ultima Valguarnera, ad oggi, è la figlia del cugino primo Corrado, Maria Carolina Valguarnera), Margherita (detta Maita) Valguarnera e Maria Immacolata (detta Mimì) Valguarnera, Principessa Romanov, hanno venduto il complesso monumentale al Comune di Palermo che ne ha fatto sua sede di rappresentanza.

## Architettura
Il corpo principale su due elevazioni conserva tracce di preesistenti strutture tardo seicentesche, quando la villa era un baglio agricolo.
Nel XVIII secolo, sulla scia della moda delle villeggiature estive, la tenuta viene rilevata dai Valguarnera, per farne luogo di delizia. Il sito era ricco di selvaggina e animali rari, per cui ben si prestava all'uso di "casina" di caccia. Il parco della villa confinava con la Real Tenuta della Favorita, luogo prediletto per la caccia dai Borbone durante il loro esilio siciliano agli inizi dell'Ottocento. Fu questo il periodo d'oro di Villa Niscemi, che ospitò nelle sue sale gli stessi Ferdinando IV e Maria Carolina d'Austria. Infatti, i Valguarnera riconfigurarono completamente il complesso preesistente, rimaneggiando gli esterni in chiave tardo-settecentesca e ancor più gli interni, arricchendoli di affreschi, quadri, damaschi e opere d'arte.
All'interno, arredi, quadri, suppellettili evocano il fascino di un tempo perduto, anche se i più importanti arredi furono portati via dalla villa prima della vendita. Dal 1881 fino alla morte, nel 1896, architetto della fabbrica fu Giovan Battista Palazzotto, il quale intervenne progettando la decorazione di alcune sale del piano nobile tra cui la grande sala d'ingresso dove spicca il grande camino in pietra da lui disegnato e realizzato dallo scultore Vincenzo La Parola, la Biblioteca con il camino in legno, oggi studio del Sindaco, e la sala da pranzo. Al medesimo architetto si deve l’attuale scala di accesso e parte della sistemazione del secondo piano. Nella sala verde - o delle Quattro Stagioni, dalle personificazioni che ornano le pareti lunghe - spicca, nella parete di fondo, l'affresco (realizzato nel 1774) che ritrae Carlo Magno mentre concede lo stemma al Valguarnera che gli rende omaggio.

## Curiosità
La residenza estiva dei Valguarnera, principi di Niscemi, fu il Palazzo Niscemi a Giardinello, nonché oggi centro storico del comune giardinellese.
La residenza urbana della famiglia era Palazzo Valguarnera di Niscemi, di fondazione tardo quattrocentesca, sito in piazza Valverde a Palermo, il cui prospetto fu rifatto in stile neoclassico. Oggi ospita la Scuola media Gagini.